# Ascorhynchus inflatus
Ascorhynchus inflatus is een vissensoort uit de familie van de Ascorhynchidae. De wetenschappelijke naam van de soort is voor het eerst geldig gepubliceerd in 1963 door Stock.